# Miklóshalma
Miklóshalma (vagy Miklóshalom, németül Nickelsdorf, horvátul Mikištrof) község Ausztriában, Burgenland tartományban, a Nezsideri járásban. 1550 lakosa van, közülük 4,3% magyar.

## Fekvése

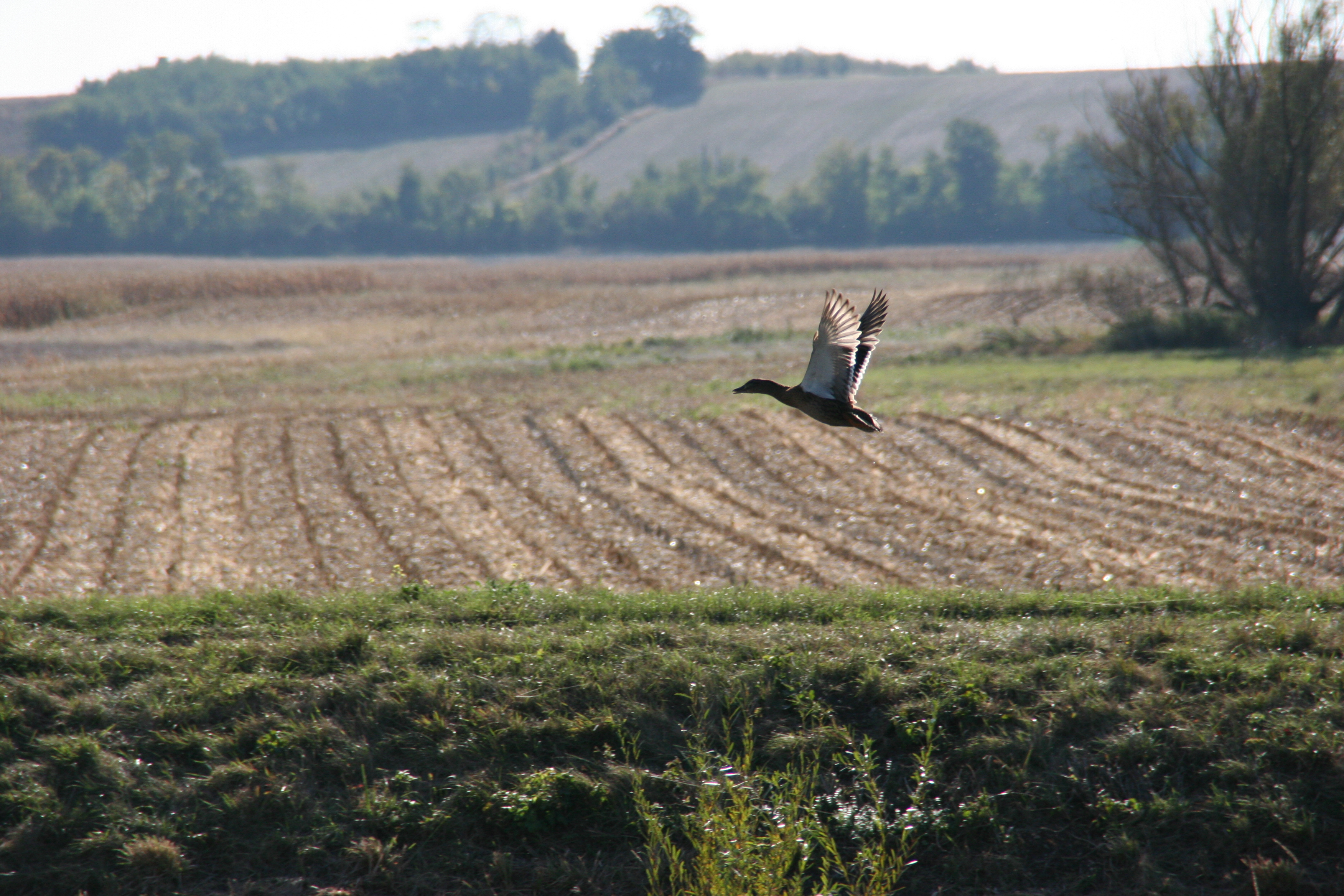
Miklóshalmi táj

Hegyeshalommal átellenben, a határátkelő osztrák oldalán fekszik.

## Története
1287-ben említik először. Területe ősidők óta lakott, határában római és avar sírokat találtak. 900 nyarán az Itáliából hazatérő magyar csapatok foglalták el ezt a vidéket, s ezzel a honfoglalás teljessé vált, és ide is a csatlakozott népek közül telepítettek határőröket. Eredetileg Miklóshalma is besenyő határőr település volt, régi neve „Turdemicz, Thurdamesz, Tordamez” alakban 1359-ig szerepel a korabeli forrásokban. A 12. századtól több hullámban német telepesek érkeztek ide. Miklóshalma korai településmagja a mai Főutca középső részén helyezkedett el, itt állt a temető közepén a régi plébániatemplom is. A település be volt kerítve és körbe volt árkolva. 1529-ben a török elpusztította, ezért 1532-ben a falut a mai helyén telepítették újra.
Az első fennmaradt adóösszeírás szerint „Miklósfalu” 1532-ben 6 portáig adózott. Ezeken kívül állt még a bíró háza, valamint 6 vagyontalan, adómentes ház is. A faluban 9 elhagyatott ház is állt még. Eszerint a faluban eredetileg összesen mintegy 30 ház állhatott. Az 1538-as adóösszeírás a bíró házán kívül szintén 6 adózó portát említ, két szegény ház mellett már csak 4 elhagyatott ház állt itt. Lakói főként mezőgazdasággal, állattartással foglalkoztak. A kézművesség a 16. század közepén bukkan fel a településen. 1572-ben egy pásztort, egy ácsot és egy vendéglőst említenek a faluban. 1618-ban már tanító is élt itt. 1647-ben 6 adózót számláltak. A falu 1620-ban és 1683-ban is leégett a kurucok és török hadak pusztításai nyomán.
A francia hadak 1809 szeptemberében szállták meg ezt a vidéket. A hagyomány szerint I. Napóleon császár az evangélikus plébánia épületében szállt meg. 1848. szeptember 23-án itt a plébániaházban tanácskozott Kossuth Lajos vezetésével a tábornoki kar, melynek emlékét a főtéren tábla jelzi.
Vályi András szerint „MIKLÓSFALU. Nikelsdorf. Német falu Mosony Várm. az M. Óvári Uradalomhoz tartozik, lakosai katolikusok, és evangelikusok, és Czurendorfhoz 1/2, Pozsonyhoz pedig 3 órányira, határja három nyomásbéli, melly egy részént egyenes, más részént dombos, Lajta vize nedvesíti földgyét, az őszit, és tavaszit meg lehetősen termi, réttye, és mezeje, a’ Lajta mentében alkalmatos, piatzok M. Óváron, Nizsiderben, és Ausztriában.”
Fényes Elek szerint "Miklósfalu Nikelsdorf, német falu, Moson vmegyében, közel a Lajtához: 836 kath., 648 ágostai lak., kath. paroch., ágostai fiókszentegyházakkal. Határa gazdag s első osztálybeli. Van 179 4/ jobbágy telke, s azután 63 igen vagyonos telkes gazdája, 943 hold első, 1847 hold második, 1148 h. harmadik, 198 4/ h. negyedik osztálybeli szántófölde, 595 embervágó harmadrendű rétje. Vannak itt még nagy kiterjedésü káposztások, szép gyümölcsös kertek, 5000 darabból álló igen jeles urasági birkanyáj, gyönyörü erdő, melly fát épületre is szolgáltat, fiók posta állomás; s végre kórház 20 személy számára. Alapitotta ezt Herzog erdélyi ágens, s később Albert királyi herczeg jóval öregbitette. F. u. Károly főherczeg örökösei."
1904-ben a még 1572 előtt épített régi templomot rossz állapota miatt le kellett bontani és 1905-ben felépült az új plébániatemplom. 1910-ben 1820, többségben német lakosa volt, jelentős magyar kisebbséggel. A trianoni békeszerződésig Moson vármegye Rajkai járásához tartozott.

## Nevezetességei

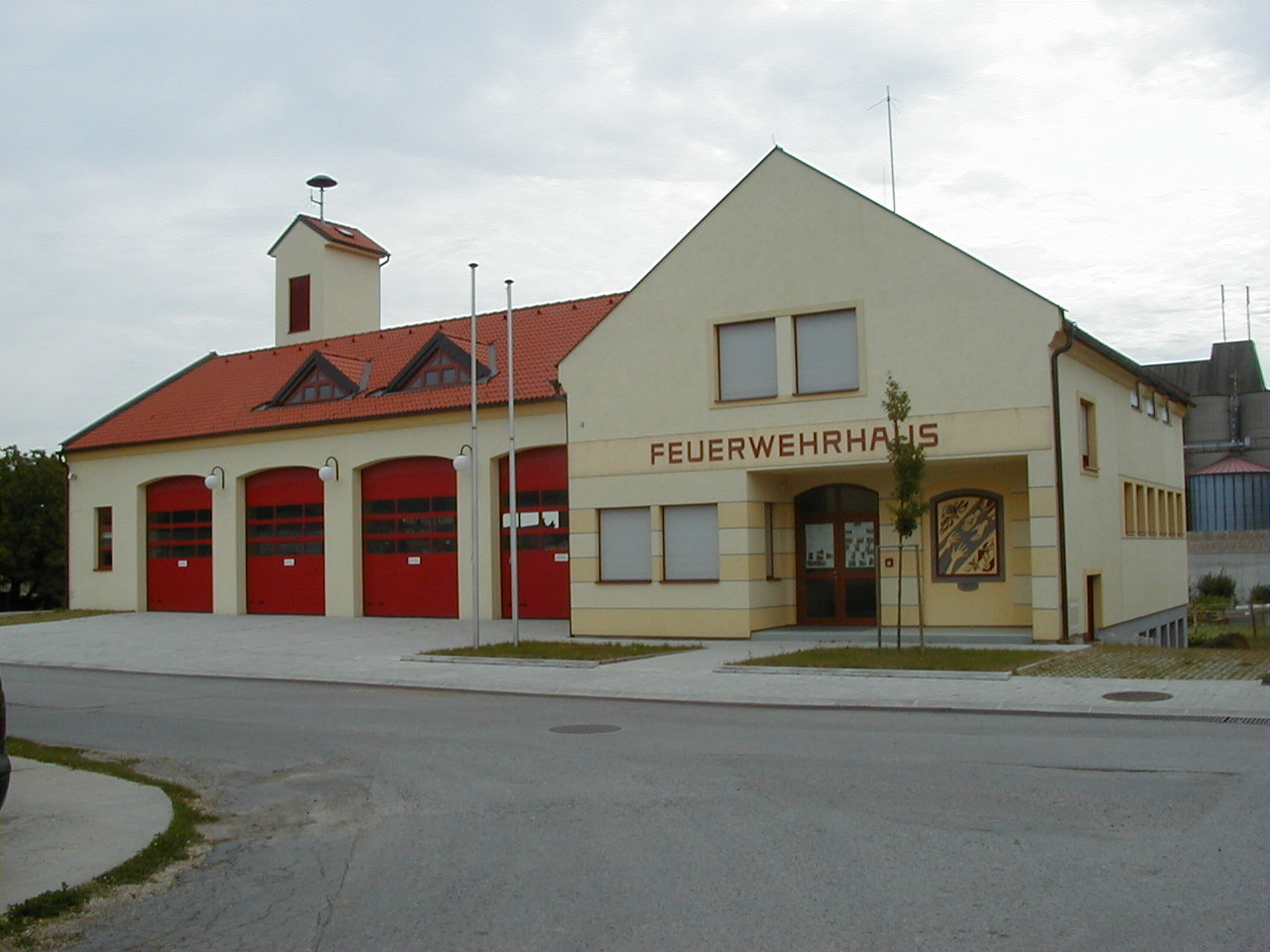
A tűzoltóság épülete

- Szent Miklós püspök tiszteletére szentelt római katolikus temploma 1905-ben épült.
- Evangélikus temploma 1787-ben épült.
- Közúti és vasúti határátkelőhely Magyarország (Hegyeshalom) felé.
- Nova Rock Fesztivál 2005 óta.